# Lukáš Jarolím
Lukáš Jarolím, född den 29 juli 1976 i Pardubice, är en tjeckisk före detta fotbollsspelare som vanligtvis spelade mittfältare.

## Karriär
Lukáš Jarolíms tidiga karriär var starkt präglad av att fadern Karel Jarolím var fotbollsproffs. Han började sin karriär i SK Slavia Prags ungdomsakademi vid sex års ålder. När fadern sedan blev proffs i Frankrike spelade Lukáš Jarolím i antal franska klubbar, innan både han och familjen återigen bosatte sig i Prag. Där började han återigen spela för Slavia, och vid arton års ålder ansågs han mogen för A-laget.
Han lyckades dock aldrig ta någon fast plats i Slavias A-lag och efter att ha flyttat runt i olika tjeckiska klubbar skrev han i januari 2003 på för franska CS Sedan, som då spelade i den högsta franska ligan, Ligue 1. Oturligt nog för honom, som bytte för att få spela i Ligue 1, degraderades Sedan samma säsong till Ligue 2. Han gav Ligue 2 en chans, men efter ett halvår i den franska andraligan tröttnade han, och bytte istället till den tyska motsvarigheten 2. Bundesliga och Greuther Fürth.
Tiden i Fürth blev dock inte lyckad, och efter endast halvår i Tyskland bestämde sig Jarolím för att återvända hem till Tjeckien och Slovácko där hans far då var tränare.
Tiden i Slovácko blev lite av en nystart för Jarolím, som efter en säsong flyttade med sin far till moderklubben Slavia Prag, där han snabbt blev lagkapten och nyckelspelare.
Bra insatser i Slavia gjorde att italienska Siena visade intresse sommaren 2007. För Jarolím, vars kontrakt gick, ut var erbjudandet om spel i Serie A för bra att tacka nej till.